# Liste der Mitglieder des österreichischen Bundeskulturrates 1934–1938
Diese Liste der Mitglieder des österreichischen Bundeskulturrates 1934–1938 führt alle Mitglieder des Bundeskulturrates im autoritären Ständestaat.
| Name                            | Vertreter für                                                      | Anmerkung                                                                    |
| ------------------------------- | ------------------------------------------------------------------ | ---------------------------------------------------------------------------- |
| Stöckel Erich                   | Kirchen und Religionsgesellschaften (evangelische Kirche)          |                                                                              |
| Frankfurter Salomon             | Kirchen und Religionsgesellschaften (israelitische Kultusgemeinde) |                                                                              |
| Baumgartner Georg               | Kirchen und Religionsgesellschaften (römisch-katholische Kirche)   |                                                                              |
| Engelhart Leopold               | Kirchen und Religionsgesellschaften (römisch-katholische Kirche)   | In den Bundestag entsandt                                                    |
| Huber Franz                     | Kirchen und Religionsgesellschaften (römisch-katholische Kirche)   | Verstarb als Amtsinhaber († 11. August 1936)                                 |
| Hofmann Johann                  | Kirchen und Religionsgesellschaften (römisch-katholische Kirche)   | Nachfolger von Franz Huber                                                   |
| Kolb Franz                      | Kirchen und Religionsgesellschaften (römisch-katholische Kirche)   |                                                                              |
| Köller Josef                    | Kirchen und Religionsgesellschaften (römisch-katholische Kirche)   |                                                                              |
| Mayrhofer-Grünbühel Franz Xaver | Kirchen und Religionsgesellschaften (römisch-katholische Kirche)   |                                                                              |
| Ohnmacht Franz                  | Kirchen und Religionsgesellschaften (römisch-katholische Kirche)   |                                                                              |
| Thir Anton                      | Kirchen und Religionsgesellschaften (römisch-katholische Kirche)   | In den Bundestag entsandt                                                    |
| Bick Josef                      | Wissenschaft                                                       | In den Bundestag entsandt; Vorsitzender des Präsidiums des Bundeskulturrates |
| Hess Viktor                     | Wissenschaft                                                       |                                                                              |
| Lenz Adolf                      | Wissenschaft                                                       |                                                                              |
| Meister Richard                 | Wissenschaft                                                       |                                                                              |
| Duhan Hans                      | Kunst                                                              |                                                                              |
| Ranzoni Hans                    | Kunst                                                              |                                                                              |
| Rinaldini Joseph                | Kunst                                                              | In den Bundestag entsandt                                                    |
| Zernatto Guido                  | Kunst                                                              |                                                                              |
| Hierzenberger Leopold           | Schulwesen (Eltern- und Erziehungswesen)                           |                                                                              |
| Lahousen Wilhelm                | Schulwesen (Eltern- und Erziehungswesen)                           | In den Bundestag entsandt                                                    |
| Zeßner-Spitzenberg Hans Karl    | Schulwesen (Eltern- und Erziehungswesen)                           |                                                                              |
| Wastl Alfred                    | Schulwesen (Gewerbeschulen)                                        |                                                                              |
| Arzt Leopold                    | Schulwesen (Hochschulen)                                           | In den Bundestag entsandt                                                    |
| Holey Karl                      | Schulwesen (Hochschulen)                                           |                                                                              |
| Leiningen-Westerburg Wilhelm    | Schulwesen (Hochschulen)                                           |                                                                              |
| Hörburger Franz                 | Schulwesen (Lehrerbildung)                                         |                                                                              |
| Rohracher Franz                 | Schulwesen (Mittelschulen)                                         | In den Bundestag entsandt                                                    |
| Sieß Henriette                  | Schulwesen (Mittelschulen)                                         |                                                                              |
| Strigl Hans                     | Schulwesen (Mittelschulen)                                         |                                                                              |
| Sulzenbacher Otto               | Schulwesen (Mittelschulen)                                         |                                                                              |
| Henz Rudolf                     | Schulwesen (Volksbildungswesen)                                    |                                                                              |
| Lugmayer Karl                   | Schulwesen (Volksbildungswesen)                                    |                                                                              |
| Teufelsbauer Leopold            | Schulwesen (Volksbildungswesen)                                    |                                                                              |
| Holzinger Franz                 | Schulwesen (Volks- und Hauptschulen)                               |                                                                              |
| Hupfler Anton                   | Schulwesen (Volks- und Hauptschulen)                               | In den Bundestag entsandt                                                    |
| Novotny Wilhelm                 | Schulwesen (Volks- und Hauptschulen)                               | In den Bundestag entsandt                                                    |
| Rada Margarethe                 | Schulwesen (Volks- und Hauptschulen)                               |                                                                              |
| Riedl Adalbert                  | Schulwesen (Volks- und Hauptschulen)                               | In den Bundestag entsandt                                                    |
| Schmid Karl                     | Schulwesen (Volks- und Hauptschulen)                               |                                                                              |
| Skorianz Hans                   | Schulwesen (Volks- und Hauptschulen)                               |                                                                              |